# Campeonato Nacional da I Divisão de Futsal de 2018–19
O Campeonato Nacional da I Divisão de Futsal de 2018–19, conhecido também como Liga Sport Zone por razões de patrocínio, é a 29.ª edição do Campeonato Nacional da I Divisão de Futsal, principal escalão do campeonato português de futsal. A competição, organizada pela Federação Portuguesa de Futebol, é disputada por 14 equipas, em duas fases.
O SL Benfica sagrou-se campeão nacional ao bater o Sporting CP por 3–2 nas finais do campeonato, conquistando assim o seu 8.º título na competição.

## Transmissões televisivas
Em Portugal, um jogo por cada jornada é transmitido pela RTP 1. Os jogos em casa do Benfica também são transmitidos pela Benfica TV e os jogos em casa do Sporting CP também são transmitidos na Sporting TV.O canal que mais transmite jogos desta liga é o Canal 11.
Internacionalmente, um jogo por cada jornada é transmitido pela RTP Internacional e pela RTP África.

## Participantes
Benfica

 Sporting CP

 Belenenses 
| Equipa               | Cidade              | Pavilhão                                                    | Capacidade |
| -------------------- | ------------------- | ----------------------------------------------------------- | ---------- |
| Belenenses           | Lisboa              | Pavilhão Acácio Rosa                                        | 1500       |
| Benfica              | Lisboa              | Pavilhão Fidelidade                                         | 2400       |
| SC Braga/AAUM        | Fundão              | Pavilhão Desportivo Universitário de Gualtar                | 1740       |
| Burinhosa            | Pataias             | Pavilhão Gimnodesportivo da Burinhosa                       | 300        |
| Eléctrico            | Ponte de Sor        | Pavilhão Municipal de Ponte de Sor                          | 1101       |
| Fundão               | Fundão              | Pavilhão Municipal do Fundão                                | 1056       |
| Futsal Azeméis       | Oliveira de Azeméis | Pav. Mun. Oliveira de Azeméis Pavilhão Dr. Salvador Machado | 250 2300   |
| Leões de Porto Salvo | Oeiras              | Pavilhão dos Leões de Porto Salvo                           | 700        |
| Modicus              | Sandim              | Pavilhão Modicus                                            | 700        |
| Pinheirense          | Gondomar            | Pavilhão Municipal de Valbom                                | 500        |
| Quinta dos Lombos    | Cascais             | Pavilhão Desportivo dos Lombos                              | 650        |
| Sporting CP          | Lisboa              | Pavilhão João Rocha                                         | 3000       |
| Rio Ave              | Vila do Conde       | Pavilhão Municipal de Desportos                             | 800        |
| Viseu 2001           | Viseu               | Pavilhão Desportivo Cidade de Viseu                         | 1200       |

## Fase Regular

### Resultados
| Casa / Fora[1]       | BEL | BEN | BRA | BUR | ELE | FUN | FAZ | LEO | MOD | PIN | QUI | SPO | RAV | VIS0 |
| Belenenses           |     |     |     |     |     |     |     |     |     |     |     |     |     |      |
| Benfica              |     |     |     |     |     |     |     |     |     |     |     |     |     |      |
| Braga/AAUM           |     |     |     |     |     |     |     |     |     |     |     |     |     |      |
| Burinhosa            |     |     |     |     |     |     |     |     |     |     |     |     |     |      |
| Eléctrico            |     |     |     |     |     |     |     |     |     |     |     |     |     |      |
| Fundão               |     |     |     |     |     |     |     |     |     |     |     |     |     |      |
| Futsal Azeméis       |     |     |     |     |     |     |     |     |     |     |     |     |     |      |
| Leões de Porto Salvo |     |     |     |     |     |     |     |     |     |     |     |     |     |      |
| Modicus              |     |     |     |     |     |     |     |     |     |     |     |     |     |      |
| Pinheirense          |     |     |     |     |     |     |     |     |     |     |     |     |     |      |
| Quinta dos Lombos    |     |     |     |     |     |     |     |     |     |     |     |     |     |      |
| Sporting CP          |     |     |     |     |     |     |     |     |     |     |     |     |     |      |
| Rio Ave              |     |     |     |     |     |     |     |     |     |     |     |     |     |      |
| Viseu 2001           |     |     |     |     |     |     |     |     |     |     |     |     |     |      |

Fonte: FPF
1O time da casa (mandante) está listado na coluna da esquerda.
Cores:      Azul = time da casa vence;      Amarelo = empate;      Vermelho = time visitante vence.